# Liste der Bodendenkmale in Lawalde
In der Liste der Bodendenkmale in Lawalde sind die Bodendenkmale der Gemeinde Lawalde und ihrer Ortsteile nach dem Stand der Auflistung von Harald Quietzsch und Heinz Jacob aus dem Jahr 1982 aufgelistet. Eventuelle Änderungen und Ergänzungen, insbesondere aus der Zeit nach der Wende, sind nicht berücksichtigt, da für Sachsen aktuell keine neueren allgemein zugänglichen Bodendenkmallisten vorliegen. Die Baudenkmale sind in der Liste der Kulturdenkmale in Lawalde aufgeführt.
| Denkmal-ID | Fundart            | Ortsteil   | Bezeichnung                   | Zeitstellung | Lage | Bemerkungen | Bild |
| ---------- | ------------------ | ---------- | ----------------------------- | ------------ | --- | --- | ---- |
| ?          | Befestigung > Burg | Kleindehsa | Wasserburg                    | Mittelalter  | südöstlicher Ortsteil, westlicher Gutsbereich                                                                              | durch Herrenhaus überbaut, Grabenreste verfüllt, Schutz seit 28. August 1936, erneuert 20. September 1958                                                    |      |
| ?          | Befestigung > Burg | Kleindehsa | Wallanlage                    | Mittelalter  | nordwestlich des Orts auf dem Gipfel des Hochsteins, auf dem Gebiet der Gemarkungen Kleindehsa, Obercunewalde und Wuischke | Ringwall in Gipfellage, errichtet aus gesetzten Steinen unter Ausnutzung der natürlichen Klippen, Schutz seit 26. November 1936, erneuert 20. September 1958 |      |
| ?          | unbekannt          | Kleindehsa | Gruppe von ca. 10 Steinhügeln | Slawenzeit?  | südwestlich des Orts auf dem Gipfel des Kötzschauer Bergs                                                                  | aus umliegenden Granitsteinen zusammengetragen |      |